# Islas Malvinas (Rosario)
Las Malvinas es un antiguo barrio de origen portuario de la ciudad de Rosario, provincia de Santa Fe, Argentina, anteriormente denominado Refinería.
Este barrio, ubicado en las barrancas del Paraná, albergó a principios del siglo XX a tres terminales portuarias y a una refinería, las cuales recibían y exportaban el cereal que llegaba por vías férreas desde los distintos lugares de la pampa húmeda.
El barrio a su vez se dividía entre los sectores de empleados portuarios y ferroviarios. 
Los trabajadores de las terminales portuarias residían cerca al corredor ribereño, en manzanas construidas por el Banco Edificador Rosario, con el modelo de "casas chorizo". Y a su vez la empresa Central Argentino desarrolló varias manzanas para residencias de sus empleados sobre la actual calle Junín, y otro sector para los ejecutivos al otro lado de los talleres (Barrio Inglés, Batten Cottage).
Actualmente las construcciones portuarias y ferroviarias están siendo recicladas con nuevos y modernos emprendimientos habitacionales y comerciales, Forum Puerto Norte, Ciudad Ribera, el Shopping Center Alto Rosario, la Delegación Rosario del Ministerio de Educación, y proyectos futuros.